# Kurt Zouma
Kurt Zouma (n. 27 octombrie 1994, Lyon, Franța) este un fotbalist francez, care joacă pe post de fundaș central la Al-Orobah F.C.⁠(d) în Prima Divizie Saudită, împrumutat de la West Ham United FC. Pe plan internațional, are prezențe la națională pentru Franța U16⁠(d), Franța U17⁠(d), Franța U19⁠(d), Franța U20⁠(d), Franța U21⁠(d) și Franța.

## Legături externe
- Materiale media legate de Kurt Zouma la Wikimedia Commons
- fr Statisticile lui  Kurt Zouma în campionatul francez pe site-ul LFP
- Kurt Zouma la L'Équipe fr
- Kurt Zouma pe site-ul FIFA (arhivat)
- Profilul lui Kurt Zouma pe Soccerway